# Eldorado (Ohio)
Eldorado è un villaggio degli Stati Uniti d'America, situato nello stato dell'Ohio, nella contea di Preble.